# Gustaf von Düben (läkare)

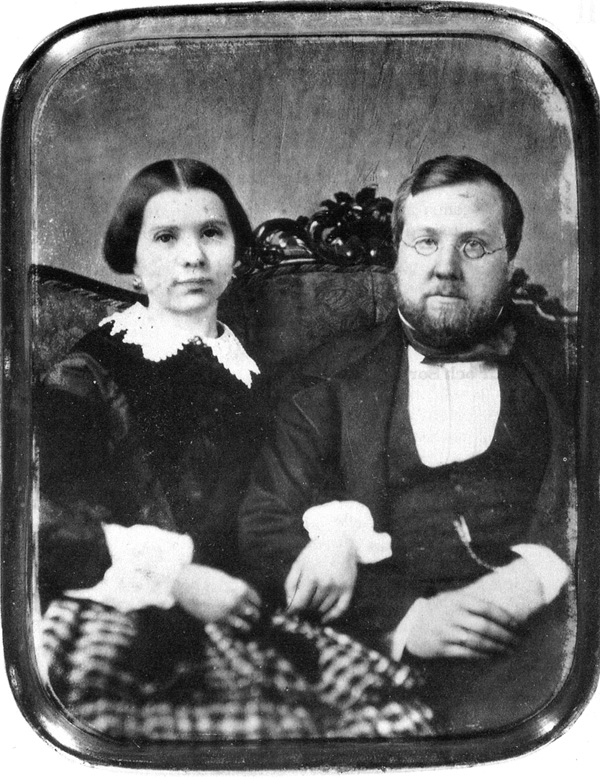
Gustaf von Düben tillsammans med makan Lotten.

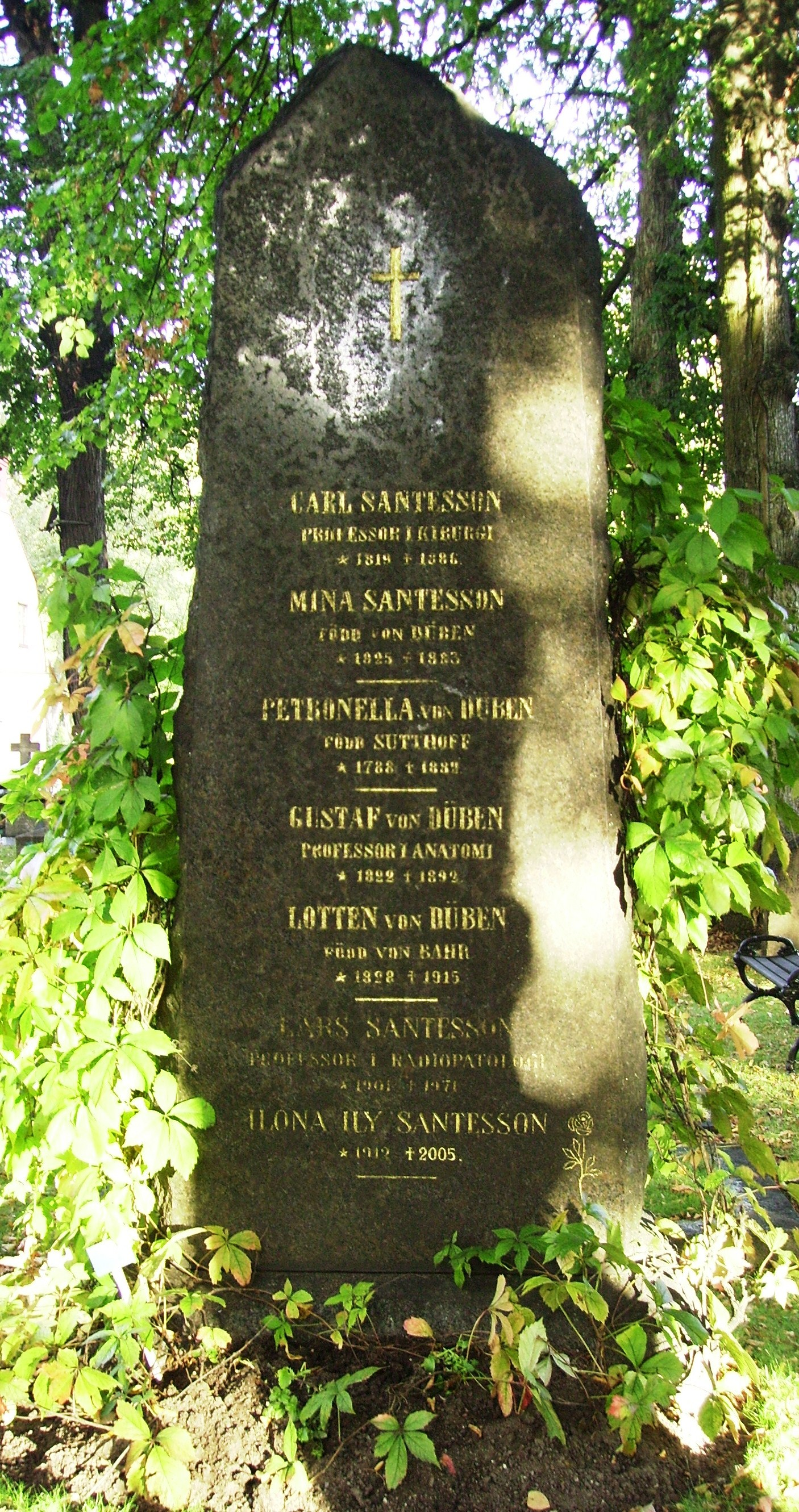
Gustaf von Düben gravvård på Solna kyrkogård.

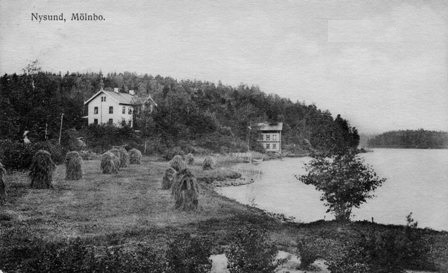
Nysund

Gustaf Wilhelm Johan von Düben, född 25 maj 1822 i Lista socken, Södermanlands län, död 14 juli 1892 på sin egendom Nysund i Vårdinge socken, Södermanlands län, var en svensk friherre, läkare, anatom och etnograf. Han var gift med Lotten von Düben.

## Karriär
Gustaf von Düben var äldste barn till friherre Gustaf Henrik von Düben på Hvargarn och Petronella Suffhoff.
Gustaf von Düben blev student vid Lunds universitet 1837, filosofie magister 1844 samt 1851 kirurgie magister vid Karolinska institutet i Stockholm och promoverades 1855 till medicine doktor i Uppsala. Åren 1846–55 var han bibliotekarie och sekreterare vid Karolinska institutet, där han tidvis även förestod lärarbefattningarna i materia medica och historia naturalis. Åren 1852–54 var han amanuens och underläkare vid Serafimerlasarettet. Som obducent vid nämnda lasarett undervisade han 1852–55  i patologisk anatomi, och 1854–55 var han andre läkare vid Kronprinsessan Lovisas vårdanstalt för sjuka barn.
Åren 1855–58 förestod han den nyinrättade professuren i patologisk anatomi vid Karolinska institutet, och 1858 utnämndes han till professor i detta ämne. I denna egenskap förde han protokoll vid Karl XII:s gravöppning 1859. Han förordnades 1860 att jämte sin egen befattning uppehålla professuren i anatomi och fysiologi samt var 1861–87 ordinarie innehavare av sistnämnda befattning (från 1874 endast omfattande anatomi).  Åren 1860–71 var von Düben Karolinska institutets inspektor. I egenskap av professor i anatomi vid nämnda läroanstalt undervisade han 1861–68 i målaranatomi vid Akademien för de fria konsterna. Åren 1861–75 var han lärare i fysiologi och hälsolära vid Seminarium för bildande af lärarinnor och 1862–66 intendent vid Medevi brunn. Åren 1858–60 var han Svenska Läkaresällskapets sekreterare och 1858–61 redaktör för dess tidskrift "Hygiea". Han blev 1860 ledamot av Vetenskapsakademien.
Han företog flera utrikes resor, bland annat 1844–46, för naturvetenskapligt ändamål, till Afrika, Ostindien och Kina; 1851–52, 1858 och 1864–65, för medicinska och anatomiska studier, i en rad europeiska länder, samt 1868 och 1871, i etnografiskt syfte, till Lule, Pite och Ume lappmarker.
von Düben var tillfällig medarbetare i Nordisk familjebok och skrev artikeln Hufvudskålen.

## Gustaf von Düben och samerna
Gustaf von Düben har framför allt gått till eftervärlden genom sitt stora verk Om Lappland och lapparne, företrädesvis de svenske, som utkom 1873. Hans intresse för samerna väcktes när han som professor vid Karolinska institutet kom i kontakt med den stora samling av samiska kranier som fanns i institutets anatomiska museum. I mitten av 1860-talet började han arbeta med en katalog över kranierna. I samband med detta läste han in sig på litteraturen om samerna, och blev så intresserad att han beslöt sig för att själv resa till Lappland.
År 1868 kom Gustaf von Düben iväg till Lappland i sällskap med sin hustru Lotten, som fungerade som fotograf. Sällskapet reste upp till Kvikkjokk och bodde tillsammans med fjällsamer vid sjön Virihaure.
Men materialet från den resan räckte inte till. Gustaf och Lotten von Düben gjorde därför en andra resa 1871 för att samla mer information, bland annat om skogssamerna. Från Piteå begav man sig till Arvidsjaur, där samerna firade kyrkhelg vid midsommar. Därifrån fortsatte man till Sorsele, där den samiske prästen Anders Fjellner besöktes. En avstickare gjordes till Ammarnäs, där samer och nybyggare firade kyrkhelg den 9 juli. I mitten av juli fortsatte sällskapet till Arjeplog och åter till Arvidsjaur, där man fick husrum hos kartografen, sedermera landshövdingen i Norrbottens län, Henrik Adolf Widmark. Resan gick sedan vidare till Jokkmokk, där man bodde hos kyrkoherden Johan Læstadius, och därifrån ned till kusten igen.
Erfarenheter från de båda resorna kombinerades med mycket grundliga litteraturstudier, och 1873 kunde Gustaf von Düben ge ut Om Lappland och lapparne, företrädesvis de svenske, rikt illustrerad med träsnitt och litografier som gjorts utifrån Lotten von Dübens fotografier. Verket har blivit en klassiker. När Ernst Manker 1947 skrev boken De svenska fjällapparna framhöll han von Dübens bok som det enda större verket om samerna.
Den kraniesamling som varit ursprunget till Gustaf von Dübens intresse för samerna förstördes 1891 i en brand. De delar av katalogen som von Düben hunnit färdigställa utgavs dock 1910.